# NGC 490
NGC 490 is een spiraalvormig sterrenstelsel in het sterrenbeeld Vissen. Het hemelobject ligt 85 miljoen lichtjaar van de Aarde verwijderd en werd op 6 december 1850 ontdekt door de Ierse astronoom William Parsons.

## Synoniemen
- PGC 4973
- MCG 1-4-35
- ZWG 411.35
- NPM1G +05.0055